# David Toupé
 (mai 2016).
Si vous disposez d'ouvrages ou d'articles de référence ou si vous connaissez des sites web de qualité traitant du thème abordé ici, merci de compléter l'article en donnant les références utiles à sa vérifiabilité et en les liant à la section « Notes et références ».
 (mai 2016).
David Toupé, né le 19 mars 1977 à Saint-Méen-le-Grand (Ille-et-Vilaine), est un badiste handisport français. 
À la suite d'un accident, il est devenu paraplégique : « Je ne pensais pas reprendre le badminton après cet événement, mais j'ai découvert des joueurs au centre de rééducation à Garches qui jouaient au parabadminton. En me renseignant, j'ai vu qu'il y avait une fédération internationale, mais qu'il n'y avait rien en France ».

## Histoire
David Toupé a suivi des études universitaires en Master de motricité. À l'âge de 10 ans il commence sa carrière en intégrant le Sporting Club Mévennais et ensuite à l'âge de 15 ans l'INSEP (Institut National du Sport et de L'éducation Physique). De 1993 à 1998 il joue dans l'équipe de France en juniors jusqu'en seniors, c'est à ce moment que sa carrière internationale débute. Mais, en 2003, il a un grave accident de ski. 
À la suite de cet accident, il est devenu paraplégique. En centre de ré-éducation, il a vu des personnes en situation de handicap jouer. En deux mois et demi de ré-éducation, il a retrouvé une autonomie.

## Palmarès

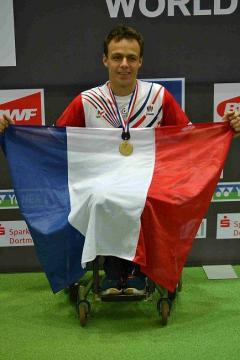
David Toupé au championnat de Dortmund en Allemagne.

Il gagne en 2008 à Tours puis en 2009, remporte aux championnats du monde en Corée, une médaille d'argent en double hommes avec son partenaire russe Polstyankin, et une médaille de bronze en simple contre le Coréen Lee. 
En 2010, il obtient un deuxième succès à Tours puis en 2011, aux championnats du monde, remporte trois médailles : deux de bronze et une d'argent. Il s'est ensuite confronté en double mixtes avec sa partenaire Sonja Hasler mais a perdu contre Lee/Son.
Il remporte en 2012 une troisième succès à Tours. En 2013, il a décroché son premier titre mondial, à Dortmund en Allemagne. Il a remporté une médaille d'or historique en double hommes aux mondiaux de parabadminton avec son partenaire Thomas Wandshneider contre le duo turquo-coréen Kertmen/Seop, ils l'emportent en 30 minutes de jeu avec un score de 21/10 et 21/16.  
En 2014, il devient champion d'Europe en double hommes. Il a aussi remporté les trois titres de champion de France 2014 dans sa catégorie « joueurs en fauteuil sans abdominaux ». En simple il a remporté contre Sébastien Martin en deux set, puis il remporte en mixte avec sa partenaire Audrey Bellia Sauvage et enfin en double hommes avec son partenaire Pascal Barrillon (score : 21/16;18/21;21/15) contre le duo Sébastien Martin et François Nalborczyk. 
Il a été champion de France neuf fois depuis le début de sa carrière sportive.  

## Carrière sportive et professionnelle
Il fait partie de la FFbad (Fédération Française de Badminton). Au sein de cette fédération il est responsable de la commission handibad. Il exerce son métier de kinésithérapeute dans l'équipe de France cadette badminton.